# Exocytóza
Exocytóza je proces, kterým buňky uvolňují (nebo vyvrhují) větší molekuly či struktury (obecně látky, které nejsou schopny samostatného prostupu přes plazmatickou membránu) do svého okolí. Exocytóza je pochodem opačného směru než endocytóza, s níž tvoří dohromady systém buněčného vezikulárního transportu.
K samotnému výdeji dochází při splynutí membránového transportního váčku (vezikulu) s membránou na povrchu buňky.

## Průběh

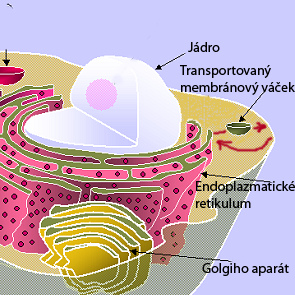
Vezikulární transport

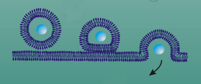
Exocytóza

Transportní měchýřek vzniká zpravidla odškrcením membrány z endoplazmatického retikula nebo z diktyozómů Golgiho aparátu, ve kterých většina sekretovaných látek vzniká nebo je přetvářena. Vznikající váček v sobě při odškrcování uzavře hotový sekret a řízeným pohybem po cytoskeletu, konkrétně po aktinových filamentech, je dopraven k té doméně plazmatické membrány, se kterou má fúzovat. K povrchu se přibližující transportní měchýřek, jenž obsahuje látky, které by měly být vyvrženy, se nakonec dotkne plazmatické membrány. Jejich membrány v tom místě splynou a postupně se rozevírající měchýřek uvolní svůj obsah do bezprostředního okolí buňky.
Načasování i místo vzniku konkrétního váčku jakož i směr jeho pohybu a místo jeho fúze jsou striktně a poměrně složitě řízené procesy.

## Význam exocytózy
Exocytóza plní pro buňku několik funkcí.
Vedle funkce vylučovací, kterou jsou vylučovány látky pro buňku buď přebytečné (škodlivé či nepotřebné) nebo mající užitek pro buňku, jsou-li v jejím okolí (vysílání trávicích enzymů, hormonů, u rostlin vylučování stavebního materiálu pro buněčné stěny.), buňka za pomocí exocytózy zvětšuje svůj povrch ( fúzí s membránou měchýřku se povrch buňky zvětší o celkový povrch membránového váčku), zároveň je cytoplazmatická membrána obohacena o bílkoviny, které byly součástí membrány původního váčku. Tímto způsobem (v kombinaci s endocytózou nechtěných bílkovin) buňka může měnit ve velmi krátkém časovém období zastoupení funkčních bílkovin na svém povrchu s ohledem na aktuální potřeby. Všechny tři úkoly bývají využívány i nezávisle na sobě.